# Александър фон Коцебу
Александър фон Коцебу (на немски: Alexander von Kotzebue; на руски: Александр Евстафиевич Коцебу, Александър Евстатиевич Коцебу) е германско-руски художник баталист и професор. Нарисувал е много исторически картини на батална тема, основно от периодите на Седемгодишната война, походите на Суворов, Великата северна война и др., които днес се съхраняват в Зимния дворец. Известната му картина „Битката при Лесная“ се съхранява в музея на император Александър III.

## Биография
Роден е на 28 май 1815 г. в пруския град Кьонигсберг. Син е на Август фон Коцебу. Постъпва в Петербургския кадетски корпус. През 1838 г. оставя военната си кариера и постъпва в Петербургската академия по изкуствата, където остава до 1844 г. и се издига до академик и професор.
Неговата картина „Битката при Нарва“ предизвиква такова възхищение, че императорът лично казва, че вижда в платното как армиите на Петър I и Карл XII се бият.

## Картини
- Галерия
- Битката при Нарва
- Щурмът на крепостта Нотебург (1846)
- Битката при Цорндорф (1852)
- Кунерсдорфското сражение (1848)
- Превземането на Колберг
- Битата при Нови
- Битката при Кулм